# Steinsee (Bayern)
Steinsee rộng 21 ha, Mét cách München 23 km về phía đông, nằm trong khu vực phía tây nam của xã Moosach thuộc vùng Thượng Bayern.Nó có độ sâu khoảng 11  mét, là hồ lớn thứ hai và là hồ có bãi tắm lớn nhất ở huyện Ebersberg.